# Los Angeles
Los Angeles (pron. italiana: /loˈzanʤeles/; pron. americana: /lɔːs ˈændʒələs/ · ; in spagnolo Los Ángeles, AFI: /losˈaŋxeles/), spesso abbreviato in L.A., è una città degli Stati Uniti d'America, capoluogo dell'omonima contea nello Stato della California. Con i suoi 3 820 914 abitanti nel 2023, oltreché ad essere la città più grande della California, è anche la città più grande e più popolosa degli Stati Uniti occidentali, ma anche la seconda città più popolosa del Paese dopo New York, oltreché ad essere una delle città più estese del mondo.
Fondata dagli spagnoli come El Pueblo de Nuestra Señora la Reina Virgen de los Ángeles del Río de la Porciúncula de Asís, ovvero "Il villaggio di Nostra Signora la Regina Vergine degli Angeli del fiume della Porziuncola d'Assisi", assurse allo status di città il 9 giugno 1850, tre mesi prima che la California diventasse il trentesimo Stato dell'Unione.
Centro economico e scientifico di rilevanza internazionale, è inoltre la capitale mondiale dell'industria cinematografica, in modo particolare per uno dei più famosi sobborghi della città, ovvero la celebre Hollywood. A Los Angeles e dintorni risiedono numerosi personaggi del cinema e dello spettacolo statunitense e internazionale, oltre che per la rilevanza internazionale della città, anche grazie alle lussuose località balneari limitrofe.

## Geografia fisica

### Clima
Los Angeles, situata nella California meridionale, gode di un clima paragonabile a quello mediterraneo. Vista la grandezza del territorio che ricopre, seguendo la classificazione climatica di Köppen, nella zona costiera della città il clima corrisponde al gruppo climatico Csb, mentre nell'entroterra al gruppo Csa. La città riceve il minimo di precipitazioni annuali necessarie per non rientrare nel gruppo dei climi aridi. Los Angeles gode di abbondante luce solare, con una media annuale di soli 35 giorni di pioggia.
È da notare come il contrasto fra l'aria calda del vicino deserto del Mojave e quella più fredda del Pacifico diano luogo, specialmente tra la fine della primavera e l'inizio dell'estate, a delle nebbie fitte e a cielo coperto, soprattutto lungo la costa. Tale fenomeno viene localmente definito May Gray o June Gloom.
I mesi più caldi sono quelli estivi, e nel resto dell'anno la città non è mai colpita da situazioni di freddo intenso. Di solito durante l'autunno e i primi giorni invernali la città gode di un clima secco e caldo grazie ai venti di Santa Ana, che hanno origine nell'entroterra della California meridionale e che spesso provocano grandi incendi boschivi.
| Dati climatici di Los Angeles (USC campus) | Mesi | Mesi | Mesi | Mesi | Mesi | Mesi | Mesi | Mesi | Mesi | Mesi | Mesi | Mesi | Stagioni | Stagioni | Stagioni | Stagioni | Anno  |
| Dati climatici di Los Angeles (USC campus) | Gen  | Feb  | Mar  | Apr  | Mag  | Giu  | Lug  | Ago  | Set  | Ott  | Nov  | Dic  | Inv      | Pri      | Est      | Aut      | Anno  |
| ------------------------------------------ | ---- | ---- | ---- | ---- | ---- | ---- | ---- | ---- | ---- | ---- | ---- | ---- | -------- | -------- | -------- | -------- | ----- |
| T. max. media (°C)                         | 19,1 | 18,7 | 20,1 | 22,3 | 23,8 | 25,1 | 24,3 | 26,1 | 29,2 | 23,7 | 21,2 | 20,0 | 19,3     | 22,1     | 25,2     | 24,7     | 22,8  |
| T. min. media (°C)                         | 14,5 | 14,7 | 15,4 | 16,5 | 16,6 | 18,2 | 20,1 | 21,6 | 21,5 | 18,8 | 16,6 | 14,8 | 14,7     | 16,2     | 20,0     | 19,0     | 17,4  |
| Precipitazioni (mm)                        | 84,6 | 93,5 | 78,8 | 21,1 | 7,8  | 1,5  | 0,3  | 3,3  | 8,1  | 9,4  | 26,7 | 48,5 | 226,6    | 107,7    | 5,1      | 44,2     | 383,6 |
| Giorni di pioggia                          | 6,5  | 6,0  | 6,4  | 3,0  | 1,3  | 0,6  | 0,3  | 0,5  | 1,2  | 2,0  | 3,1  | 4,3  | 16,8     | 10,7     | 1,4      | 6,3      | 35,2  |

## Storia
Nel 1769, l'esploratore catalano Gaspar de Portolà guidò una spedizione nella California meridionale assieme ai francescani Junípero Serra e Juan Crespi. Portolá chiamò un fiume, che avevano scoperto il 31 luglio, El Río de Nuestra Señora la Reina de los Ángeles de Porciúncula in onore dell’importante festività francescana del Perdono di Assisi che si sarebbe celebrata l’indomani 1º agosto. Lungo il fiume, fratel Crespi aveva notato un luogo adatto per costruire una missione, ma nel 1771 fratel Serra ne fondò una a Whittier Narrows. Dopo un'inondazione nel 1776, la missione fu trasferita a San Gabriel.
Il 4 settembre 1781, 45 coloni messicani uscirono dalla missione di San Gabriel per fondare un nuovo insediamento nel sito vicino al fiume che era stato individuato da fratel Crespi. La città, chiamata El Pueblo de Nuestra Señora la Reina de los Ángeles sobre El Río Porciúncula, rimase un piccolo centro agricolo per decenni.
Oggi i caratteri generali del Pueblo sono conservati in un piccolo quartiere storico, denominato anche Olvera Street.
L'indipendenza del Messico dalla Spagna fu raggiunta nel 1821, ma un cambiamento ben maggiore avvenne nel 1847, quando, dopo la battaglia del Rio San Gabriel nell'odierna Montebello e il conseguente trattato di Cahuenga (13 gennaio 1847), la California cadde sotto il controllo statunitense.

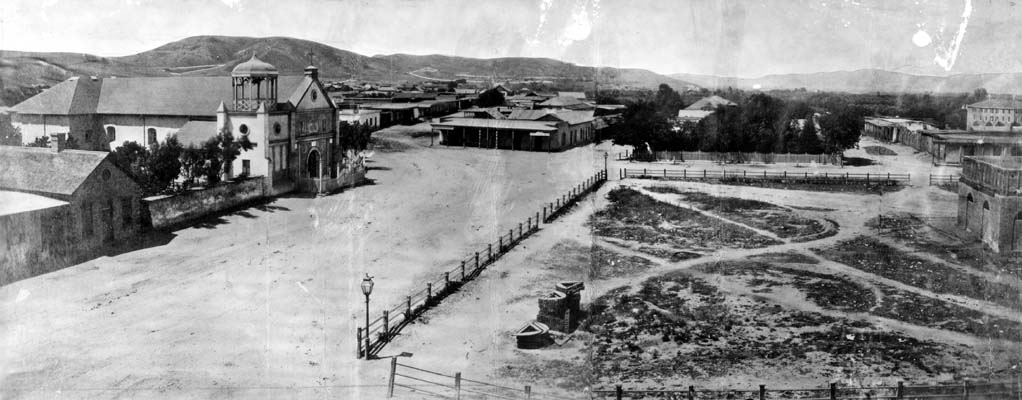
Old city plaza, 1869

Los Angeles si costituì come municipalità nel 1850, quando la sua popolazione era di appena 1 600 persone. La ferrovia raggiunse Los Angeles nel 1876, per opera della Southern Pacific.
Il primo corpo di polizia fu fondato nel 1853 e fu quello dei Los Angeles Rangers, formato da volontari, che fu seguito dai Los Angeles City Guards, anch'esso composto da volontari. La LAPD, acronimo di Los Angeles Police Department, la quale offre servizio di polizia tutt'oggi a Los Angeles, fu fondata nel 1869, quando sei agenti vennero assunti dal capo della polizia William C. Warren. Oggi si contano più di 4 000 agenti di pattuglia, senza contare il Los Angeles Sheriff's Department, che copre tutta la contea di Los Angeles, operando, in piccola parte, anche nell'area urbana.

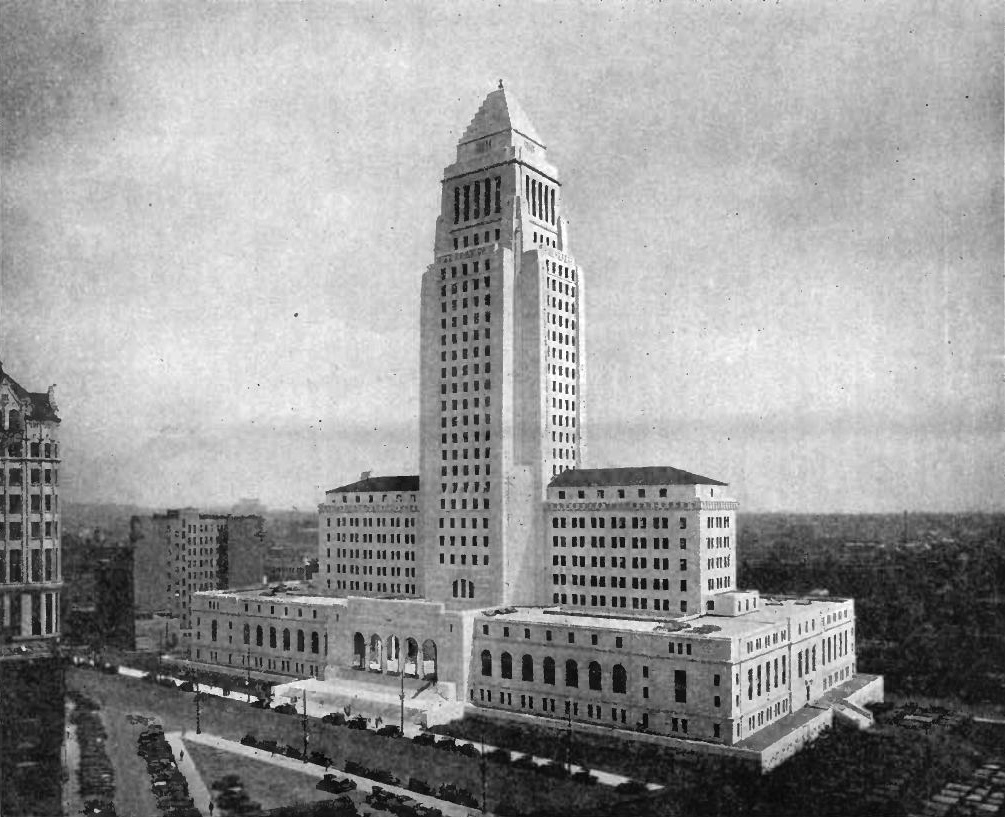
Los Angeles City Hall, qui nel 1931, è stato costruito nel 1928 ed è stata la struttura più alta della città fino al 1964 quando sono state abrogate le restrizioni di altezza

Fino agli inizi del XX secolo, Los Angeles rimase una piccola città di frontiera. Il primo volano per lo sviluppo fu il petrolio. Venne scoperto nel 1892 ed entro pochi decenni l'industria degli idrocarburi ebbe un enorme incremento. Nel 1923, la zona di Los Angeles forniva un quarto del petrolio consumato al mondo. Nel 1930 la popolazione ha superato il milione. Nel 1932 la città ha ospitato le Olimpiadi estive.
Ancora più importante per lo sviluppo cittadino fu l'acqua. Nel 1913, William Mulholland completò l'acquedotto di Los Angeles (in inglese Los Angeles aqueduct), che assicurò la copertura delle esigenze idriche della città. A partire dal 1915, molti piccoli centri vicini, privi di un rifornimento idrico autonomo, entrarono a far parte della municipalità di Los Angeles. Mulholland Drive, una delle strade più panoramiche di Los Angeles, prese il nome proprio da William Mulholland.
A partire dagli anni venti del secolo scorso, lo sviluppo di Los Angeles ricevette un ulteriore impulso dalla nascita di industrie cinematografiche. Nel 1942, all'inizio della seconda guerra mondiale, fu oggetto della controversa battaglia di Los Angeles.
Nel 1984 la città ha ospitato le Olimpiadi estive per la seconda volta. Nel 1992 scoppiò quella che è poi stata definita la "rivolta di Los Angeles", che provocò la morte di 52 persone, a seguito del pestaggio del cittadino afroamericano Rodney King per mano di poliziotti bianchi.
Nel 2028, la città ospiterà per la terza volta le Olimpiadi estive, divenendo la terza città, dopo Londra e Parigi, a organizzare i Giochi Olimpici per tre volte.

## Monumenti e luoghi d'interesse
- Osservatorio Griffith
- U.S. Bank Tower
- Universal Studios
- Kodak Theatre
- Staples Center
- Hollywood Walk of Fame
- Getty Museum
- Walt Disney Concert Hall
- Chinatown
- Venice (Los Angeles)

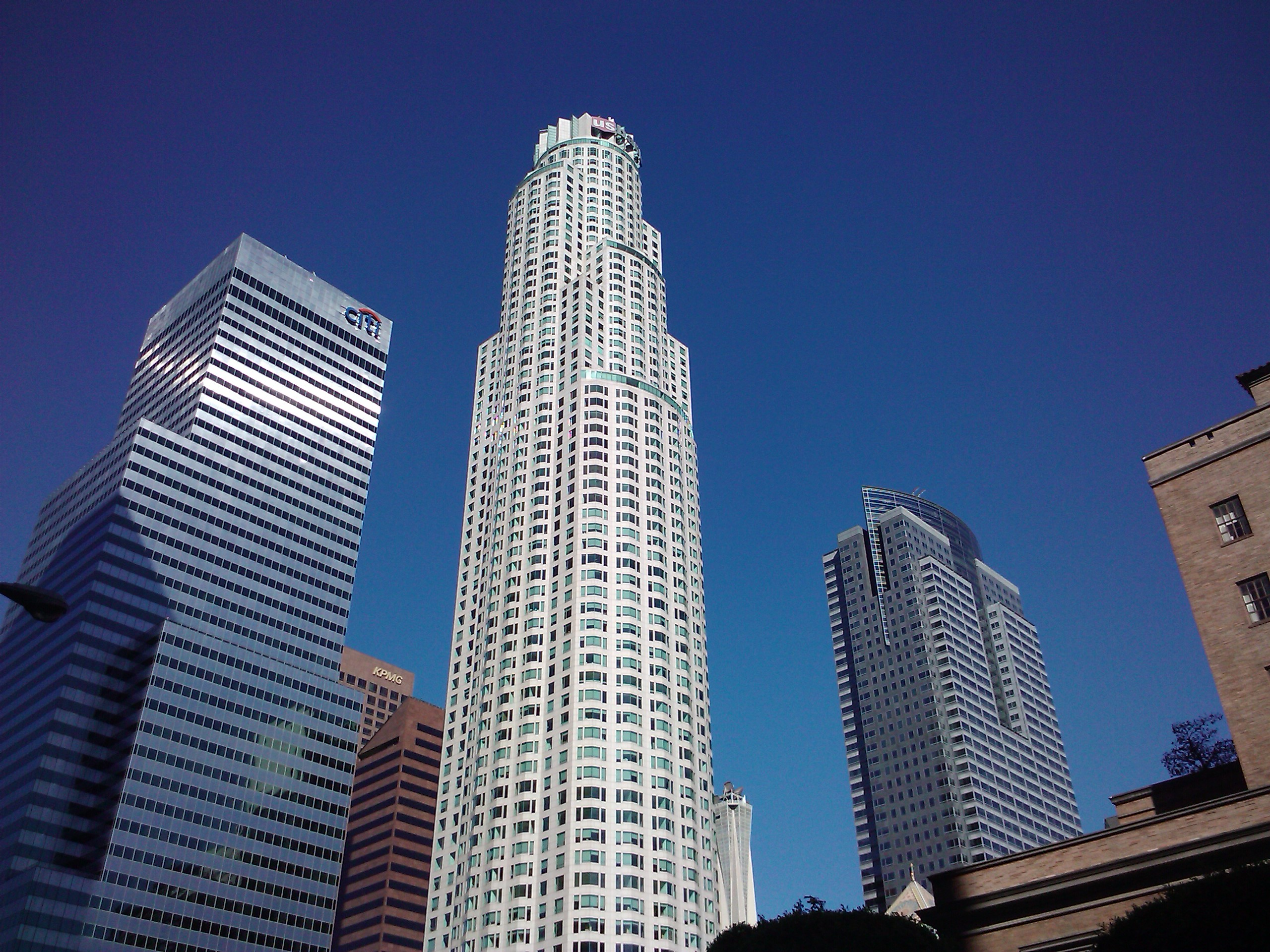
U.S. Bank Tower vista da Figueroa Street

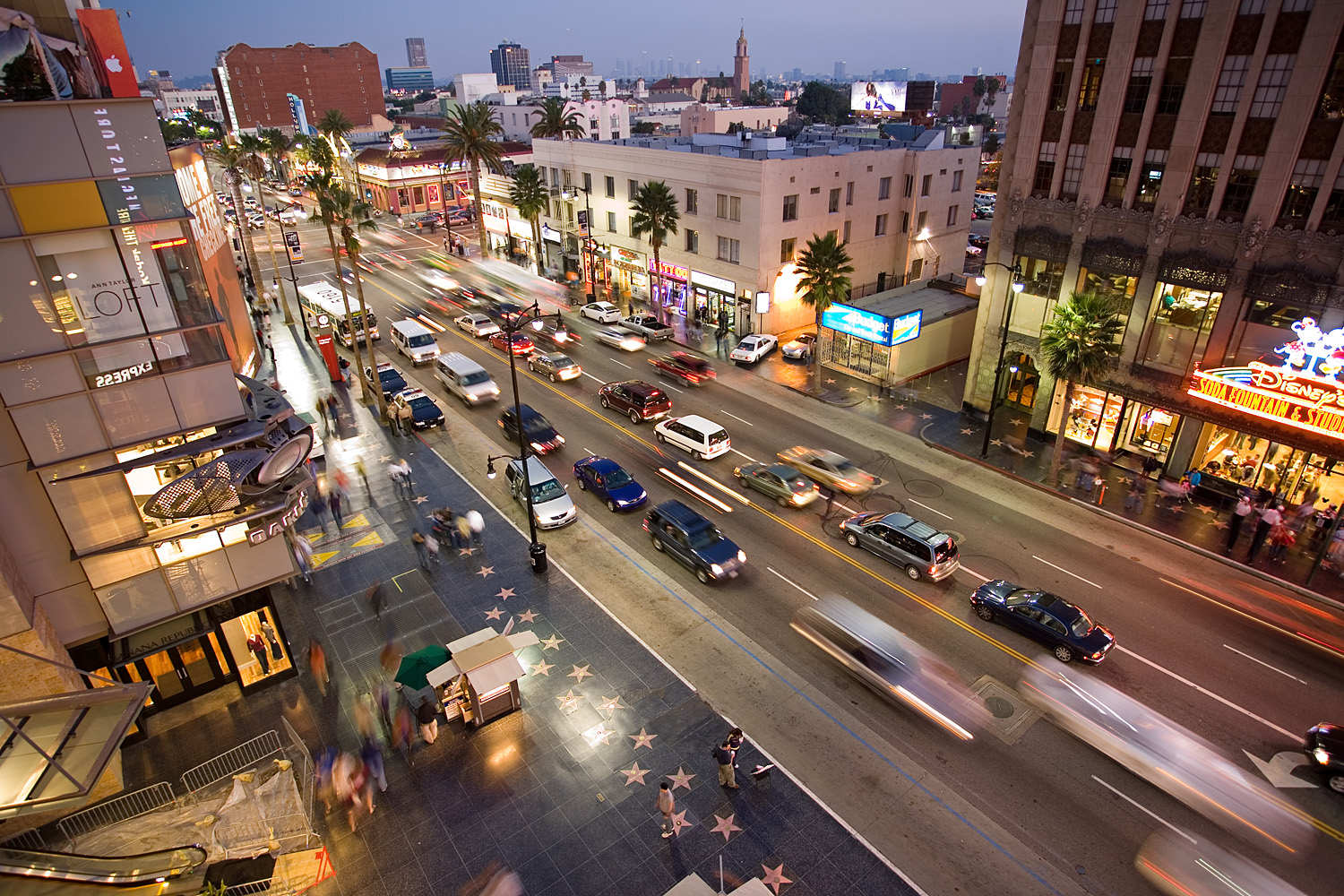
Hollywood Boulevard

- Aeroporto Internazionale di Los Angeles
- Hollywood Bowl
- Union Station (Los Angeles)
- Grauman's Chinese Theatre
- Dodger Stadium
- Los Angeles Memorial Coliseum
- Banc of California Stadium
- Rodeo Drive
- Echo Park
- Capitol Records Building
- Scritta Hollywood
- Watts Towers
- Hollywood Boulevard
- Cattedrale di Nostra Signora degli Angeli
- Museo delle cere di Los Angeles, a Hollywood, Madame Tussauds
- El Pueblo de Los Ángeles Historical Monument
- Gallery 1988
- Italian American Museum of Los Angeles

## Società

### Evoluzione demografica
Abitanti censiti (in migliaia)

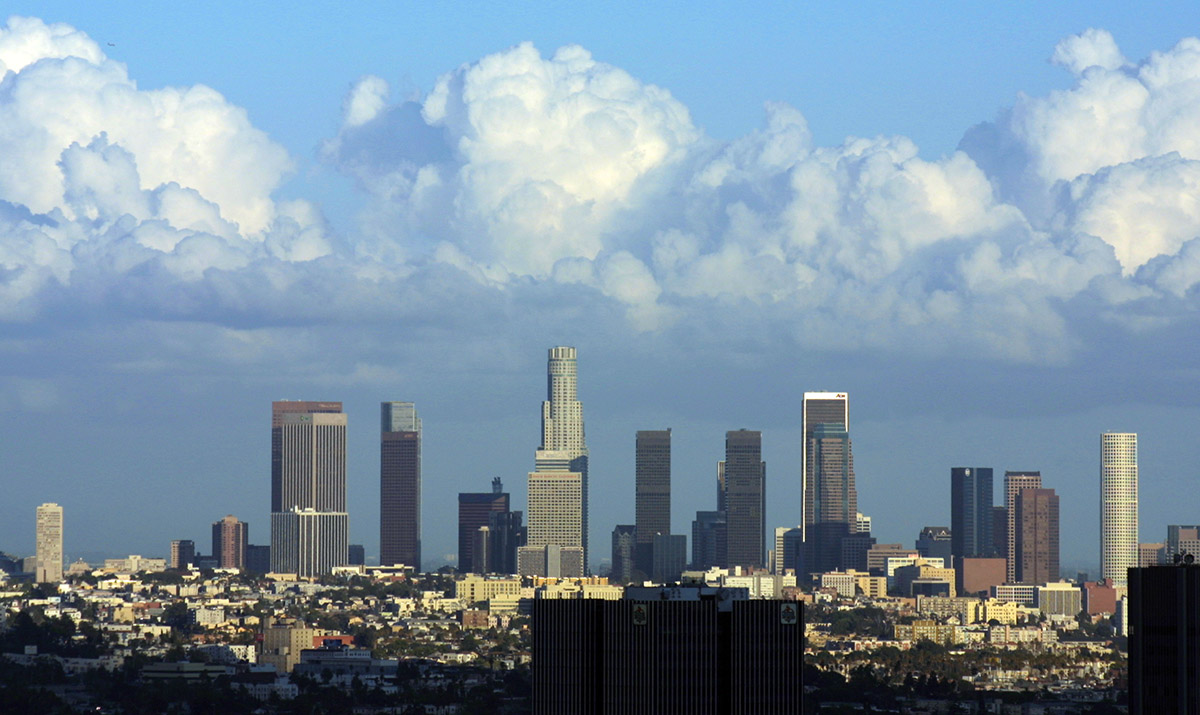
Downtown di Los Angeles

Los Angeles è la seconda città degli Stati Uniti per popolazione dopo New York. La municipalità di Los Angeles costituisce, assieme a numerosi altri centri delle contee di Los Angeles e Orange una vastissima area urbana che con oltre 13 milioni di abitanti è la seconda degli Stati Uniti dopo quella di New York e tra le prime del mondo. Gli abitanti di Los Angeles sono noti anche come Angelenos. La città ha una delle popolazioni più diversificate etnicamente del mondo. Negli Stati Uniti, solo Miami ha una maggiore percentuale di abitanti nati all'estero. L'aeroporto internazionale di Los Angeles (LAX) è la maggior porta d'ingresso nel paese per gli immigrati.
La popolazione di origine ispanica (soprattutto messicana, guatemalteca, salvadoregna, honduregna e nicaragueense) aumenta in misura considerevole di anno in anno, al punto che la città è praticamente bilingue. 

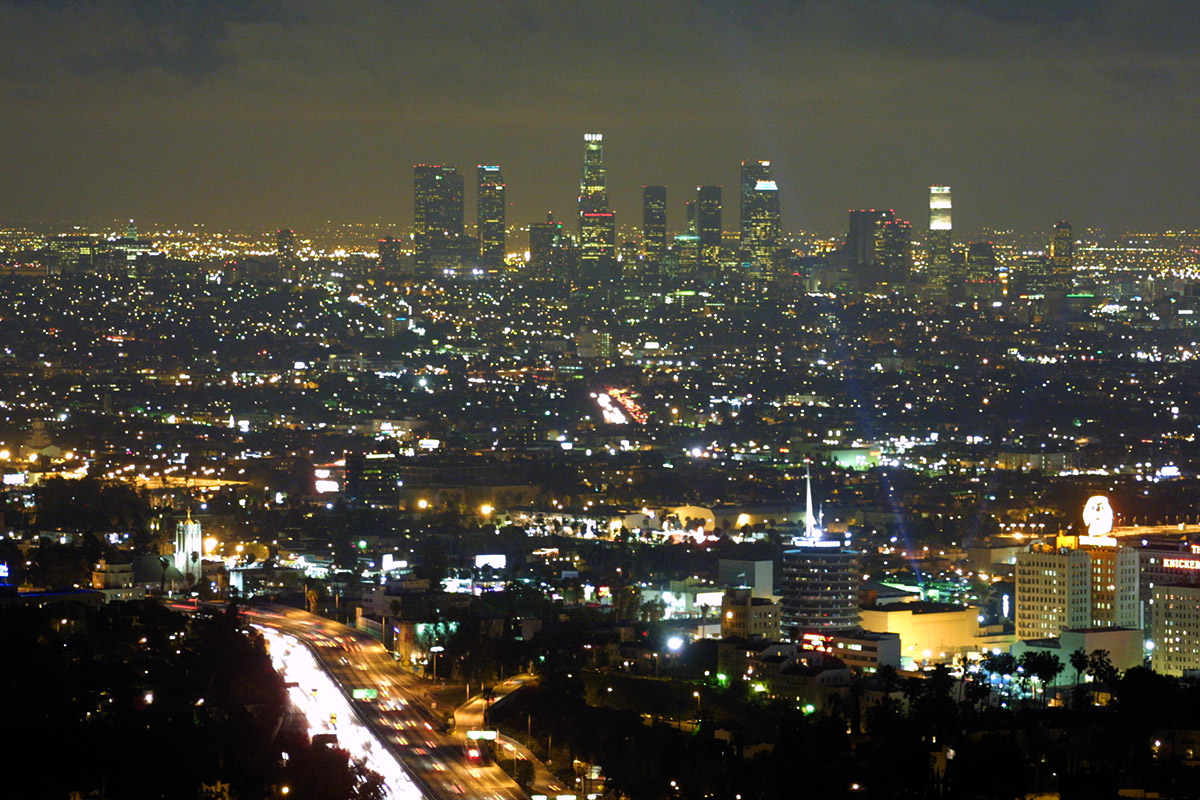
Panorama notturno di Downtown

 La popolazione asiatica è la maggiore degli Stati Uniti (nella contea di Los Angeles vivono circa 1 400 000 asiatici). Los Angeles ospita le più grosse comunità mondiali di cinesi, armeni, filippini, guatemaltechi, ungheresi, israeliani, coreani, messicani, salvadoregni e thailandesi al di fuori dei rispettivi paesi. A Los Angeles si trovano anche le maggiori comunità statunitensi di iraniani e giapponesi. Anche la popolazione di origine nativa americana è consistente e rappresenta l'1,4%.
A Los Angeles si trovano consistenti comunità etniche originarie di oltre 140 paesi, e si parlano almeno 224 lingue diverse. Enclavi etniche come Chinatown, Historic Filipinotown, Koreatown, Little Armenia, Little Ethiopia, Little Persia, Little Tokyo, Thai Town, Olvera Street testimoniano il carattere variegato della città.
Come a New York, a Chicago, a Filadelfia o a San Francisco, la comunità italoamericana è numerosa, anche se percentualmente inferiore (2,8%). Al 2006-2008 le comunità di origine europea più importanti sono:
- Britannici: 4,9% (181 266)
- Tedeschi: 4,5% (170 483)
- Irlandesi: 3,9% (146 658)
- Italiani: 2,8% (100 145)
- Russi: 2,6% (98 737)

- Polacchi: 1,6% (59 774)
- Francesi: 1,2% (45 127)
- Svedesi: 0,6% (23 227)

Secondo il censimento del 2020 la maggioranza della popolazione di Los Angeles è ispanica o di origine latinoamericana, essendo il 46,9%; i bianchi europei sono il 28,9%; gli asiatici o gli abitanti di origine asiatica sono l'11,7%; i neri africani o afroamericani sono l'8,3%; i meticci costituiscono il 3,3%, mentre altre etnie minoritarie costituiscono lo 0,7%.
Le forti disparità economiche presenti tra le varie comunità sono state nel tempo all'origine di vere e proprie rivolte popolari (come quella del 1992), anche per via di discriminazioni razziali.

## Geografia antropica

### Suddivisioni amministrative
La città è divisa in 80 distretti, molti dei quali erano comunità autonome, entrate nel tempo a far parte della città. Greater Los Angeles include una serie di enclavi e comunità vicine. In generale, la città è divisa nelle seguenti aree: Downtown Los Angeles, East Los Angeles e North-East Los Angeles, South Los Angeles, la zona del porto, Greater Hollywood, West Hollywood, Wilshire, il Westside, la valle di San Fernando e Valli Crescenta. Alcune note comunità all'interno di Los Angeles includono West Adams, Watts, Leimert Park, Baldwin Hills, Crenshaw, Venice, il distretto finanziario, Silver Lake, Hollywood, Koreatown, Westwood e le aree più ricche di Bel Air, Benedict Canyon, Hollywood Hills, Los Feliz, Hancock Park, Calabasas, Pacific Palisades, Beverly Hills, Holmby Hills, Century City, Brentwood, Toluca Lake, Studio City e Laurel Canyon.

#### Distretti cittadini

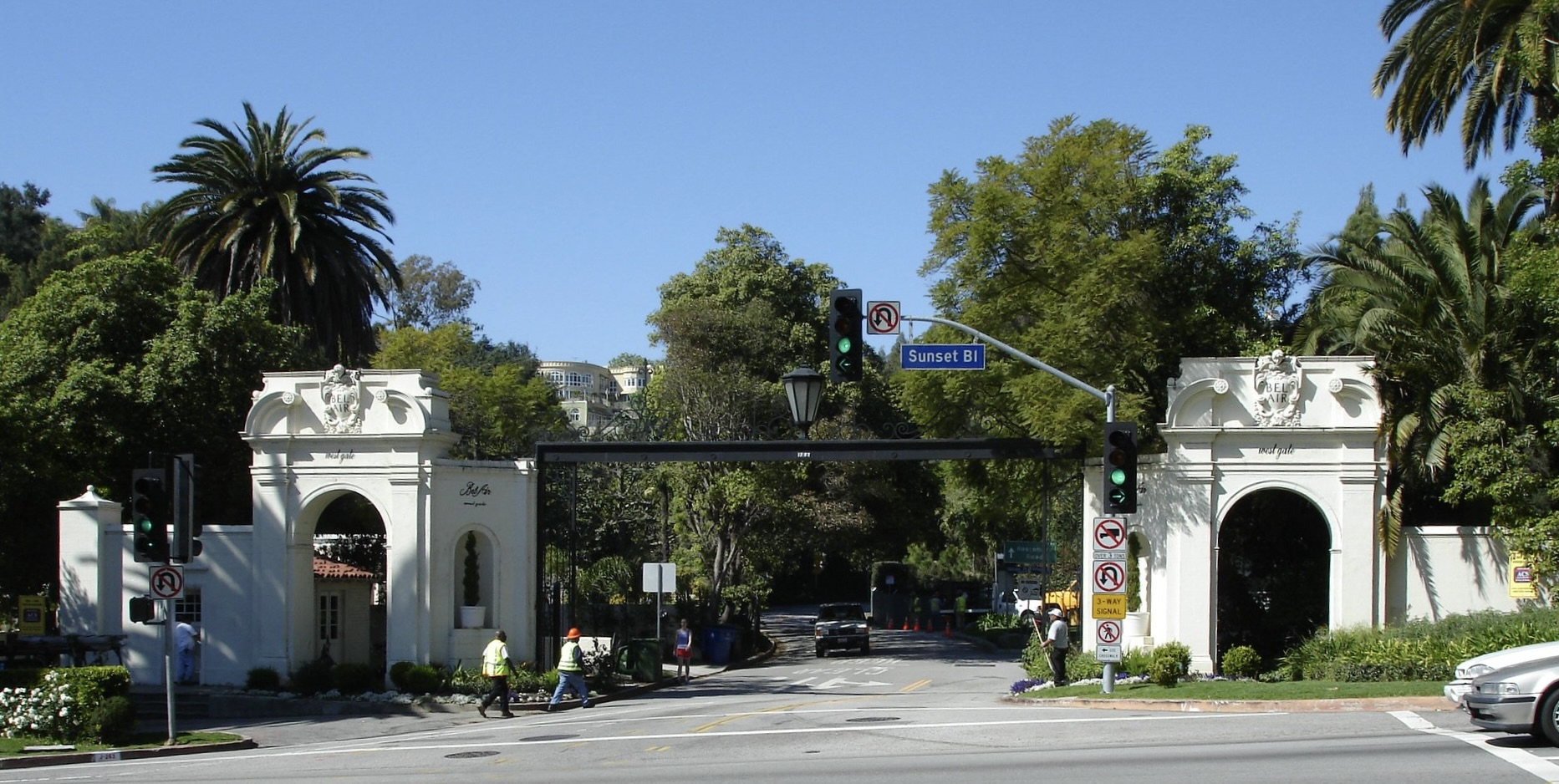
Sunset Boulevard vista dall'ingresso di Bel Air

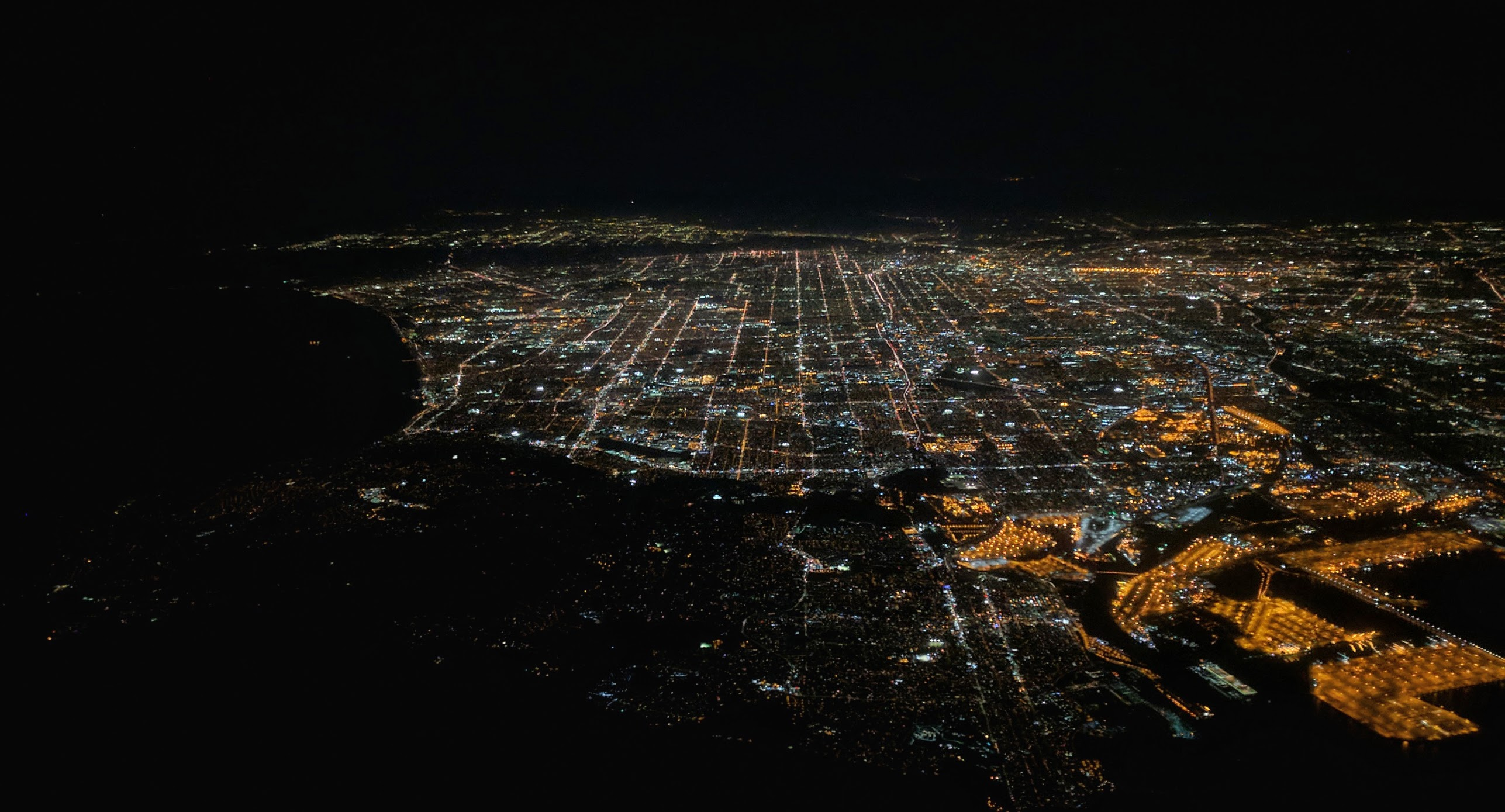
Los Angeles di notte

Los Angeles è divisa in diversi distretti, molti dei quali erano comunità autonome, entrate con il tempo a fare parte della città. All'interno e sui confini di Los Angeles si trovano molte municipalità autonome (come Long Beach, Santa Monica, West Hollywood, Pasadena, Beverly Hills, Malibù), che il pubblico comunque associa alla metropoli, in quanto fanno parte dell'agglomerato urbano e sono incluse nella Contea di Los Angeles. Generalmente, la città propriamente detta si divide nelle seguenti aree: Downtown, Eastside, South Los Angeles, South Bay/Harbor, Hollywood, Mid-City, Westside, valle di San Fernando e valle di San Gabriel. Diverse zone molto note della città sono Venice Beach, il Downtown financial district, Los Feliz, Silver Lake, Van Nuys, Hollywood, Hancock Park, Koreatown e i distretti (caratterizzati da un reddito pro capite particolarmente elevato) di Bel Air, Westwood, Brentwood e la famosissima Beverly Hills.

## Economia
L'economia di Los Angeles ha i suoi maggiori punti di forza nel commercio internazionale, nell'industria audiovisiva (film, produzioni televisive, musica), nei settori aeronautico e aerospaziale, nell'agricoltura, nel turismo e nell'industria petrolifera. Los Angeles è anche uno dei maggiori centri statunitensi dell'industria manifatturiera. Considerati insieme, i porti di Los Angeles e Long Beach costituiscono il maggiore scalo marittimo del Nord America e del mondo. In genere tutti i settori economici sono ben rappresentati, inclusi quelli inerenti alle telecomunicazioni, ai servizi bancari, finanziari e legali, alla sanità e ai trasporti.
In città hanno sede tre delle società incluse nell'elenco Fortune 500: la Northrop Grumman, operante nell'aerospaziale, la compagnia energetica Occidental Petroleum Corporation e la KB Home, grande costruttrice di abitazioni.

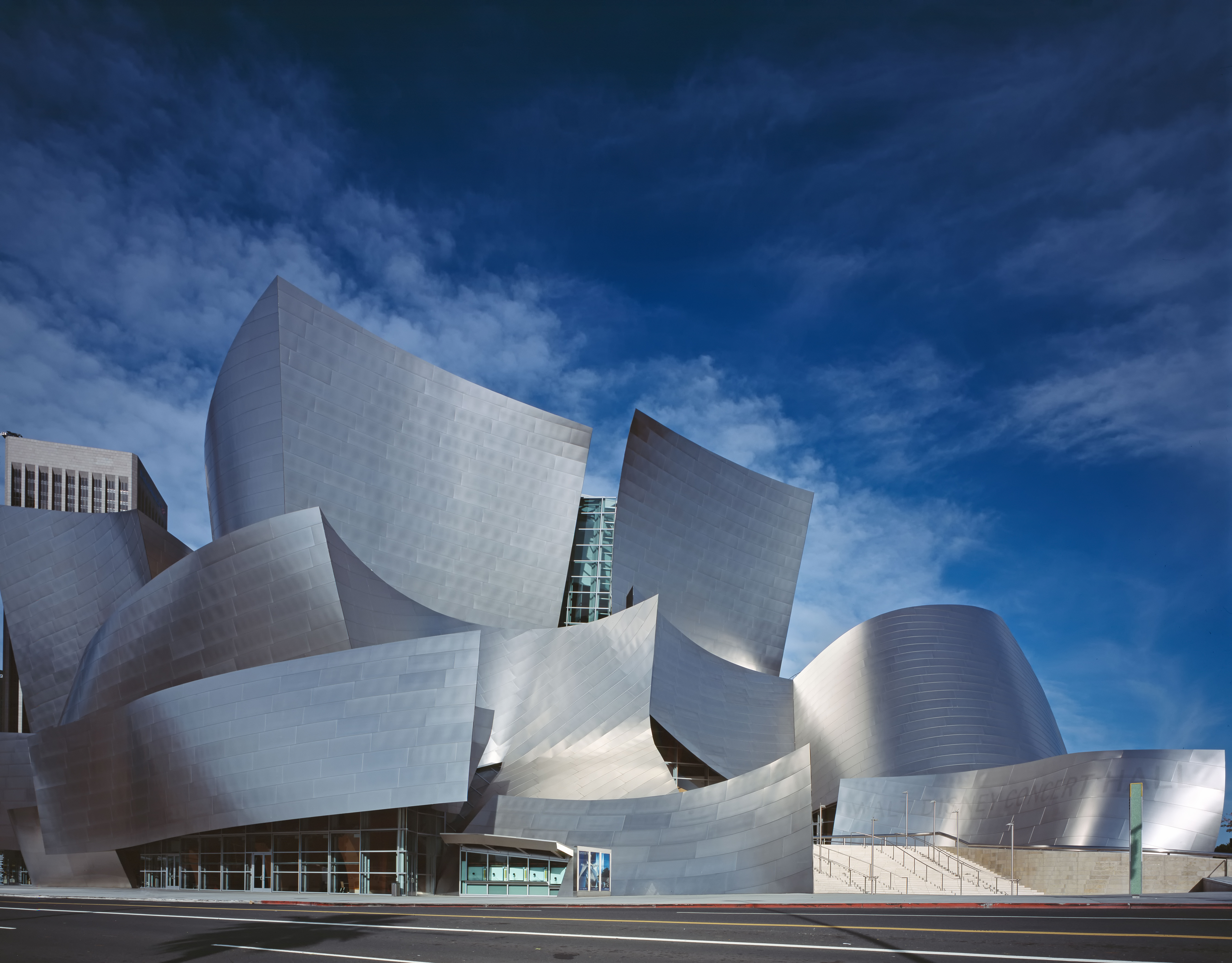
Walt Disney Concert Hall

Altre società di Los Angeles sono la 20th Century Studios, la Herbalife, la Univision, la Metro Interactive LLC, la Premier America, la CB Richard Ellis, la Gibson, Dunn & Crutcher LLP, la Guess, la O'Melveny & Myers LLP, la Paul, Hastings, Janofsky & Walker LLP, la Tokyopop, la The Jim Henson Company, la Paramount Pictures, la Robinsons-May, la Sunkist, Fox Sports Net, la Health Net Inc., la 21st Century Insurance e la The Coffee Bean & Tea Leaf. La città inoltre si è affermata come una delle prime al mondo per numero di miliardari residenti.
Anche l'area metropolitana ospita le sedi di grosse società, molte delle quali si sono installate fuori dai confini cittadini per evitare lo svantaggioso sistema di tassazione applicato dall'amministrazione di Los Angeles. Ad esempio, Los Angeles impone una tassa sui ricavi complessivi basata su una percentuale del fatturato, mentre gran parte delle municipalità vicine richiede solo una piccola quota fissa. Queste società beneficiano così della vicinanza a Los Angeles, evitando nel contempo tasse troppo elevate e altri problemi. Alcune grosse compagnie con sede in altri centri della contea di Los Angeles sono la Shakey's Pizza (ad Alhambra), l'Academy of Motion Picture Arts and Sciences (a Beverly Hills), la City National Bank (a Beverly Hills), la Hilton Hotels (a Beverly Hills), la DiC Entertainment (a Burbank), La Walt Disney Company (altra società dell'elenco Fortune 500 - a Burbank), la Warner Brothers (sempre Burbank), la Countrywide Financial Corporation (nell'elenco Fortune 500 -a Calabasas), la THQ (a Calabasas), la Belkin (a Compton), la National Public Radio West (a Culver City), la Sony Pictures Entertainment (società madre della Columbia Pictures, a Culver City), la Computer Sciences Corporation (nell'elenco Fortune 500 - a El Segundo), la DirecTV (a El Segundo), la Mattel (nell'elenco Fortune 500 - a El Segundo), la Unocal (nell'elenco Fortune 500 - a El Segundo), la DreamWorks SKG (a Glendale), la Sea Launch (a Long Beach), la ICANN (a Marina Del Rey), la Cunard Line (a Santa Clarita), la Princess Cruises (a Santa Clarita), la Activision (a Santa Monica) e la RAND (sempre a Santa Monica).
I senzatetto nell'area urbana erano oltre 69.144 nel 2022, un numero tra i più alti negli Stati Uniti. L'aumento degli affitti e la mancanza di leggi che proteggano gli inquilini dai proprietari sono i fattori principali dell'aumento dei senzatetto. Invece di costruire una fitta rete di centri di assistenza e ricoveri notturni appoggiandosi anche al lavoro di organizzazioni non profit, come ha fatto lo Stato di New York, Los Angeles e le altre città californiane hanno adottato una politica molto diversa: tollerare la presenza delle persone senzatetto sui marciapiedi.

## Infrastrutture e trasporti
Nonostante l'eccezionale estensione territoriale e demografica, Los Angeles possiede una metropolitana piccola (con solo 6 linee) e quindi molto lontana dai numeri di New York o Chicago, questo dovuto, soprattutto in passato, a una cultura massiccia e sproporzionata della mobilità privata, più che in altre città americane. Le due principali compagnie di trasporto pubblico presenti in città sono la METRO e la LADOT. La prima opera in tutta la contea e gestisce sia le linee di superficie che le metropolitane, mentre la seconda si occupa esclusivamente delle linee di superficie nell'area cittadina. Los Angeles è servita anche dall'Aeroporto Internazionale di Los Angeles, il terzo più trafficato degli Stati Uniti d'America. Nella rete autostradale è noto il grande svincolo Judge Harry Pregerson Interchange.

## Attrazioni

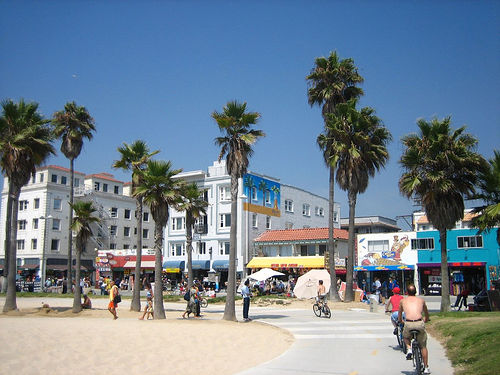
Venice Beach

Le attrazioni più note di Los Angeles sono, oltre alle lunghe spiagge del Pacifico, il quartiere di Hollywood, la Stahl house, i negozi di Rodeo Drive, il centro commerciale The Grove e le ville dei divi dello spettacolo a Beverly Hills, Bel Air e Malibù e i parchi tematici di Disneyland (che in realtà si trova nella città di Anaheim nella confinante Contea di Orange), Universal Studios e Paramount. Probabilmente il modo più originale di fare il turista a Los Angeles è quello di riconoscere sparse per la città le location di tutti i più celebri film e telefilm americani, senza dimenticare il famoso Grauman's Chinese Theatre. Da non dimenticare è il quartiere di Venice Beach, conosciuto non solo per i negozi affacciati sulla spiaggia, ma anche per un percorso di piste ciclabili e per i numerosi artisti di strada.
Hale House, situata a nord-est della città, viene definita "la casa più fotografata della città" da Jack Smith, e nel 1972 è stata inserita nel National Register of Historic Places.
Il luna park posto sul molo di Santa Monica è uno dei ritrovi più frequentati e uno dei più grandi al mondo su palafitte.

## Amministrazione cittadina
La città è amministrata da sindaco e City Council (consiglio cittadino). Dal 2005 per due mandati il sindaco è stato Antonio Villaraigosa, cui è subentrato in seguito alle elezioni del 2013 Eric Garcetti. Nel 2022 viene eletta come Sindaco Karen Bass, prima donna a ricoprire questo incarico.
Ai fini dell'elezione del consiglio, il territorio municipale è diviso in 15 distretti. Altre cariche elettive sono quelle di procuratore cittadino (city attorney; attualmente è Mike Feuer) e quella di city controller (ora è Ron Galperin). Il procuratore cittadino persegue i reati minori (misdemeanors) compiuti all'interno dei confini della municipalità. Il procuratore distrettuale, che è eletto a livello di contea, persegue le stesse violazioni minori nel territorio della contea non provvisto di amministrazione cittadina (unincorporated areas) e in 78 delle 88 municipalità della contea. I reati più gravi (felonies) sono comunque competenza del procuratore distrettuale.

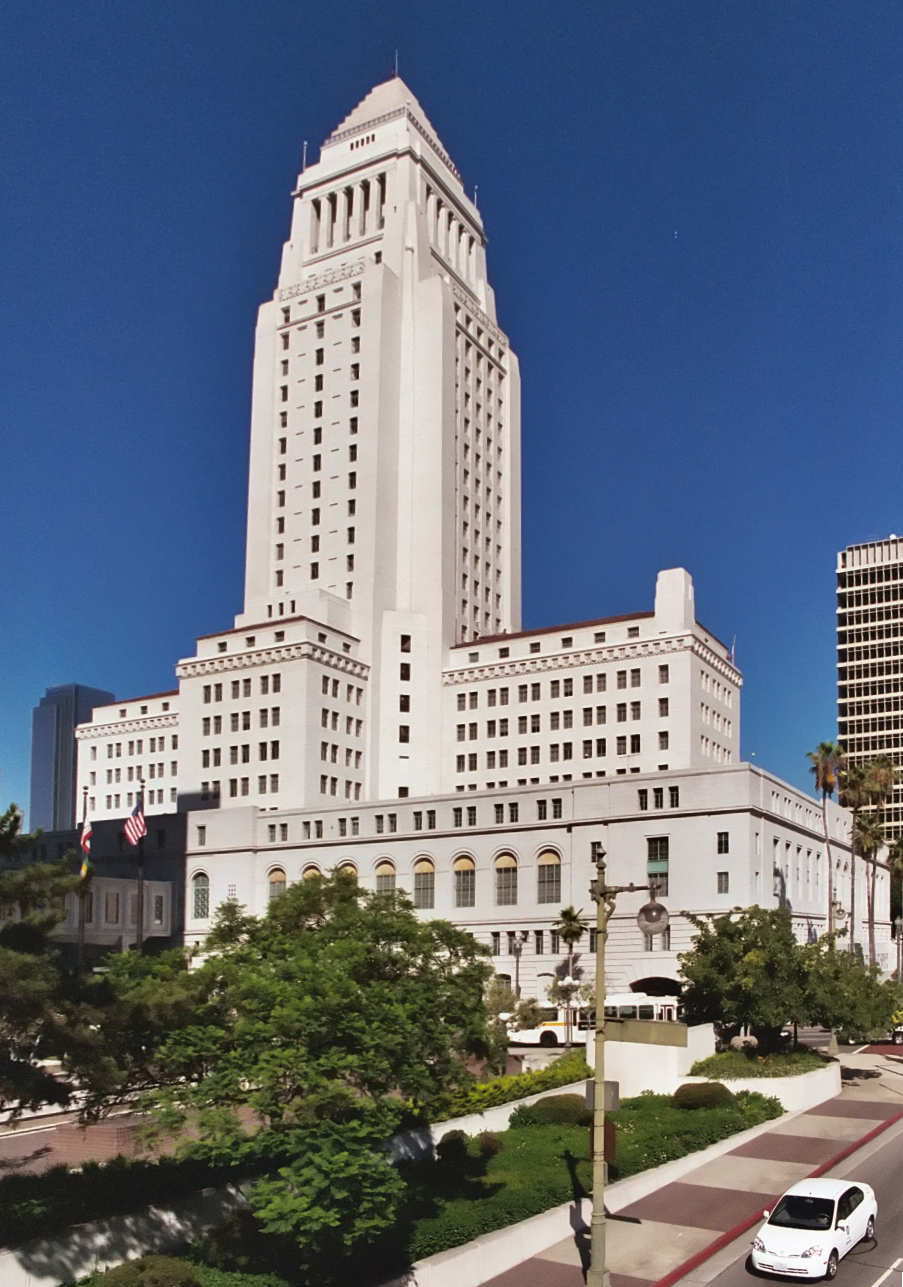
Il municipio di Los Angeles

Il corpo di polizia della città di Los Angeles è il Los Angeles Police Department (LAPD), reso celebre da tanti film e da innumerevoli serie televisive. Il Dipartimento dello sceriffo provvede al servizio di polizia per le unincorporated areas e per alcune municipalità della contea (come Calabasas, Temple City, West Hollywood e Compton) che, prive di un dipartimento di polizia cittadino, hanno stipulato un'apposita convenzione con l'ufficio dello sceriffo.
Il LAPL, il sistema delle biblioteche pubbliche, e il distretto scolastico sono tra le maggiori organizzazioni del loro genere negli Stati Uniti.
Il Los Angeles Department of Water and Power effettua le forniture di acqua ed elettricità alle persone e alle aziende.
In certe zone della città, il governo municipale è sentito come inefficiente. L'amministrazione cittadina darebbe, in altre parole, la priorità ai problemi delle aree più densamente popolate, come Mid-City e Downtown, a discapito dei sobborghi; ciò ha provocato, nel 2002, la nascita di un movimento per la secessione della valle di San Fernando e di Hollywood, che non ha avuto effetti.

### Sistema legale
La Los Angeles County Superior Court ha giurisdizione su tutte le cause regolate dal diritto statale, mentre la U.S. District Court for the Central District of California si occupa delle materie di competenza federale. Entrambe le corti si trovano in un grande complesso di edifici pubblici nel Civic Center.
Diversamente dalla città con più abitanti del paese, New York, Los Angeles e gran parte dei suoi sobborghi più importanti si trovano tutti all'interno dei confini di una sola contea. Di conseguenza, tanto la corte di contea quanto la corte distrettuale federale sono ai vertici delle classifiche nazionali per i carichi giudiziari.
I processi di competenza statale sono impugnabili davanti alla Corte d'appello per il secondo distretto, che si trova sempre nel Civic Center e, in ultimo grado, alla Corte suprema della California, che ha sede a San Francisco, ma tiene udienza anche a Los Angeles (sempre nel Civic Center). Le cause federali sono appellate alla Corte d'appello del nono circuito, che li discute a Pasadena. Ultimo grado di giudizio del sistema federale è Corte Suprema che si trova a Washington.

### Gemellaggi

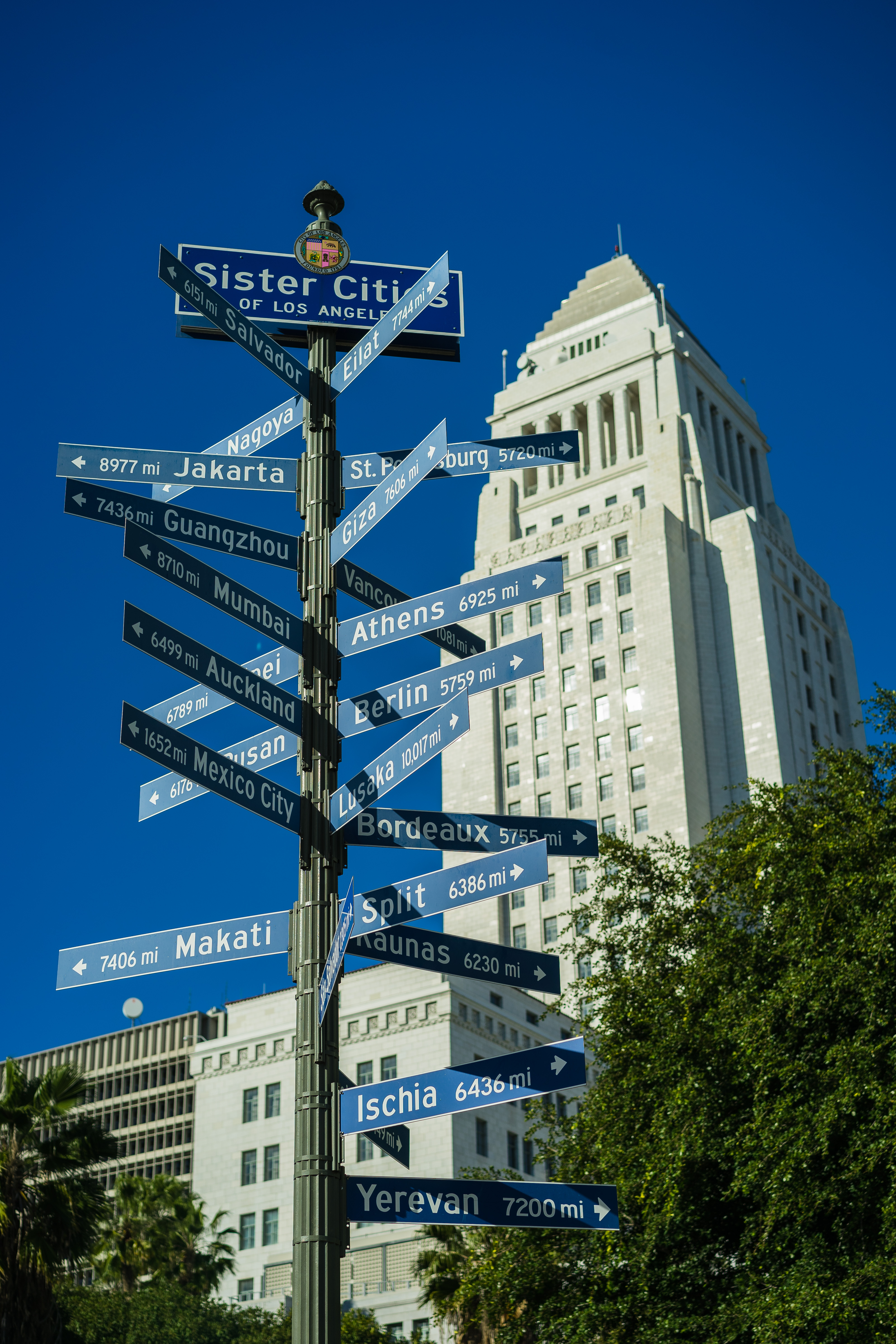
Città gemellate con il Municipio sullo sfondo

Los Angeles è gemellata con:
- Eilat, dal 1959
- Nagoya, dal 1959
- Salvador de Bahia, dal 1962
- Bordeaux, dal 1964
- Berlino, dal 1967
- Lusaka, dal 1968
- Città del Messico, dal 1969
- Auckland, dal 1971
- Pusan, dal 1971
- Mumbai, dal 1972
- Teheran, dal 1972
- Taipei, dal 1979
- Canton, dal 1981
- Atene, dal 1984
- San Pietroburgo, dal 1984
- Vancouver, dal 1986
- Giza, dal 1989
- Giacarta, dal 1990
- Kaunas, dal 1991
- Makati, dal 1992
- Spalato, dal 1993
- San Salvador, dal 2005
- Beirut, dal 2006
- Ischia, dal 2006
- Erevan, dal 2007
- Dubai, dal 2013

## Sport

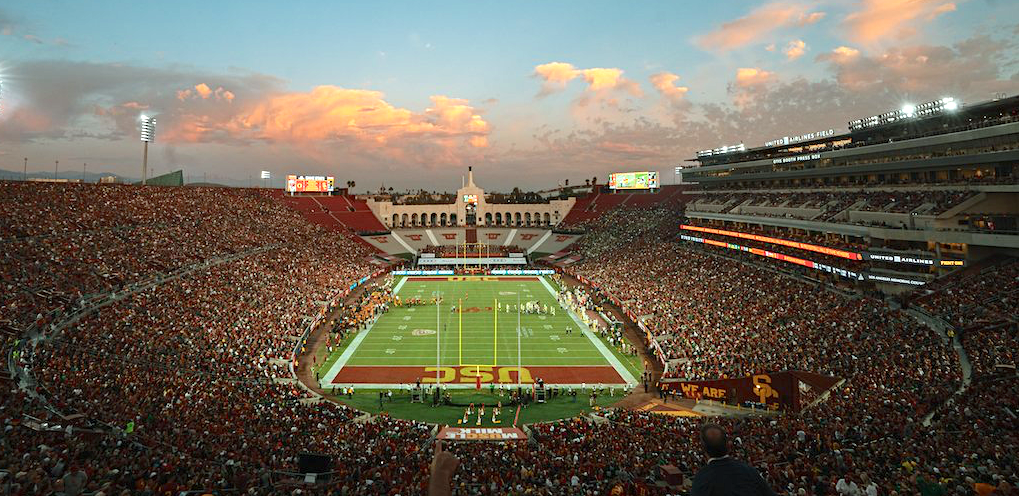
Il Los Angeles Memorial Coliseum

Nell'area metropolitana di Los Angeles sono presenti le seguenti franchigie:

### Pallacanestro
- Los Angeles Lakers della NBA
- Los Angeles Clippers della NBA
- South Bay Lakers della NBA G-League
- Los Angeles Sparks della WNBA

### Baseball
- Los Angeles Dodgers della MLB
- Los Angeles Angels della MLB

### Hockey su ghiaccio
- Los Angeles Kings della NHL
- Anaheim Ducks della NHL

### Football Americano
- Los Angeles Rams della NFL
- Los Angeles Chargers della NFL

### Calcio
- Los Angeles Galaxy della MLS
- Los Angeles FC della MLS
- Los Angeles Force dalla NISA
- Angel City FC della NWSL

### Rugby
- Rugby Football Club Los Angeles della MLR

### Panoramica Sportiva
La squadra di pallacanestro dei Los Angeles Lakers era in origine un'importante squadra del Minnesota, trasferitasi a LA nel 1960. La rivale cittadina dei Los Angeles Clippers ha avuto sede a Buffalo dal 1970 al 1978 e a San Diego dal 1978 al 1984. La squadra di baseball dei Los Angeles Dodgers si trasferì a Los Angeles da Brooklyn nel 1958. 
Le squadre dei Los Angeles Angels e degli Anaheim Ducks hanno sede a Anaheim, nella contea di Orange, che fa comunque parte dell'area metropolitana di Los Angeles.
Los Angeles ha ospitato due volte i Giochi olimpici dell'era moderna (X nel 1932, XXIII nel 1984) e nel 1994 è stata la principale sede dei Mondiali di calcio degli Stati Uniti ospitando otto incontri fra cui la finale del 3º posto e la finalissima (17 luglio) fra Brasile e Italia (allo stadio Rose Bowl di Pasadena). La città californiana ospiterà per la terza volta i Giochi Olimpici nel 2028. La città ospiterà alcuni incontri dei Mondiali di calcio 2026.

### Annotazioni
1. ↑  Esistono anche le forme Los Angelenos e Angelinos.

### Riferimenti
1. ↑   Los Angeles city, California, su United States Census Bureau. URL consultato il 21 aprile 2022.
2. ↑   Losangelino - Dizionario italiano, su dizionari.hoepli.it. URL consultato il 2 maggio 2019 (archiviato dall'url originale il 15 luglio 2011).
3. ↑   losangelino, in Treccani.it – Vocabolario Treccani on line, Neologismi, Roma, Istituto dell'Enciclopedia Italiana, 2012. URL consultato il 19 novembre 2021.
4. ↑  Dizionario di pronuncia italiana Canepari, voce Los Angeles Archiviato il 2 luglio 2020 in Internet Archive.
5. ↑   Los Angeles city, California, su United States Census Bureau. URL consultato il 21 aprile 2022.
6. ↑  Bob Pool, City of Angels, First Name Still Bedevils Historians. Archiviato il 16 marzo 2011 in Internet Archive., Los Angeles Times (March 26, 2005).
7. ↑  https://video.repubblica.it/rubriche/parole-in-corso/stefano-massini-parole-in-corso-los-angeles/394492/395201
8. ↑  (EN) Weatherbase: Historical Weather for Los Angeles, California, United States of America, su weatherbase.com. URL consultato il 23 giugno 2010 (archiviato l'11 gennaio 2012).
9. ↑   Climatography of the United States No. 20 (1971–2000) (PDF), su cdo.ncdc.noaa.gov, National Oceanic and Atmospheric Administration. URL consultato il 31 maggio 2010 (archiviato dall'url originale il 2 settembre 2013).
10. ↑   Bob Pool, City of Angels, First Name Still Bedevils Historians., Los Angeles Times (March 26, 2005). All’interno si legge: “The words la Reina, or "the queen," are an interpretation that came long after Portola Expedition diarist Juan Crespi wrote of stopping on July 31, 1769, next to the Los Angeles River, according to Weber. Crespi designated the river "in honor of Nuestra Senora de los Angeles de la Porciuncula," a title derived from an approaching Franciscan religious celebration."Crespi named the city after the feast day that fell on the date they were here," Weber said”.
11. ↑   Census of Population and Housing, su census.gov. URL consultato il 4 giugno 2015 (archiviato dall'url originale il 12 maggio 2015).
12. ↑   Annual Estimates of the Resident Population for Incorporated Places: April 1, 2010 to July 1, 2015, su census.gov. URL consultato il 2 luglio 2016.[collegamento interrotto]
13. ↑  U.S. Census Bureau
14. ↑   Selected Social Characteristics in the United States: 2006–2008: Los Angeles city, California, su 2006–2008 American Community Survey, United States Census Bureau. URL consultato il 9 luglio 2010 (archiviato dall'url originale l'11 febbraio 2020).
15. ↑   Censimento del 2020 sulla popolazione residente, su data.census.gov.
16. ↑  Classifica delle 6 città più ricche del mondo Archiviato il 18 ottobre 2018 in Internet Archive. travel365.it
17. ↑   numero di senzatetto a LA, su safeparkingla.org.
18. ↑  https://www.cbsnews.com/news/los-angeles-hidden-homeless-priced-out-cbsn-originals/%7C
19. ↑   Perché ci sono così tanti senzatetto a LA, su ilpost.it.
20. ↑  (EN) List of Top 40 Airports in US - World Airport Codes, in World Airport Codes. URL consultato il 12 luglio 2017 (archiviato il 2 luglio 2017).
21. ↑   Karen Bass fa la storia, è la prima donna a guidare Los Angeles, su ansa.it. URL consultato il 18 novembre 2022.
22. ↑  (EN) Sister Cities of Los Angeles, su sistercities.lacity.org, lacity.org. URL consultato il 30 marzo 2018 (archiviato dall'url originale il 4 novembre 2015).